# Авнез ан Саоноа
Авнез ан Саоноа (фр. Avesnes-en-Saosnois) је насељено место у Француској у региону Лоара, у департману Сарт.
По подацима из 2011. године у општини је живело 99 становника, а густина насељености је износила 17,43 становника/km².

## Демографија
| 1962. | 1968. | 1975. | 1982. | 1990. | 2011. |
| ----- | ----- | ----- | ----- | ----- | ----- |
| 233   | 182   | 144   | 108   | 104   | 99    |